# 衡水站
衡水站位于中华人民共和国河北省衡水市桃城区站前东路，处于京九铁路与石德铁路交汇处，隶属于中国铁路北京局集团衡水车务段，现为一等站。目前每天有137班旅客列车在衡水火车站停靠。

## 历史
- 1940年：衡水站建成启用[3]。
- 1996年：在原址西侧1公里处建新的衡水站。

## 车站结构
衡水站分为东（客场）、西（货场）两场设置，东场有站台3座，正线4条，到发线5条，调车线4条，货物线4条，专用线17条；西场设正线4条，到发线9条，土驼峰1座，编组线8条，专用线1条。以下为衡水站客场的结构，东场、西场的站线配置请参见Template:衡水站RDT。
| 1F                                                                            | 5號月台  | →京九线列車往常平站（大葛村站）   |
| 1F                                                                            | 島式     |                                   |
| 1F                                                                            | 4號月台  | →石德线列車往德州站（清凉店站）   |
| 1F                                                                            | 通过线   | 石德铁路上行列车通过线            |
| 1F                                                                            | 3號月台  | ←石德线列車往石家庄站（贡家台站） |
| 1F                                                                            | 島式     |                                   |
| 1F                                                                            | 2號月台  | ←石德线列車往石家庄站（贡家台站） |
| 1F                                                                            | 通过线   | 石德铁路下行列车通过线            |
| 1F                                                                            | 通过线   | 京九铁路上行列车通过线            |
| 1F                                                                            | 1號月台  | ←京九线列車往北京西站（邢家村站） |
| 1F                                                                            | 側式     |                                   |
|                                                                               | 大堂     |                                   |
| 京九候车厅（西）、母婴候车室、石德候车厅（东） 贵宾厅、进站口、售票厅、出站口 |          |                                   |
| B1                                                                            | 地下通道 | 进站通道（西）、出站通道（东）    |

- 衡水站西侧的京九候车厅
- 衡水站进站大堂
- 衡水站东侧的石德候车厅
- 衡水站1站台
- 衡水站2、3站台
- 衡水站3站台及通过线
- 衡水站4、5站台

## 旅客列车目的地

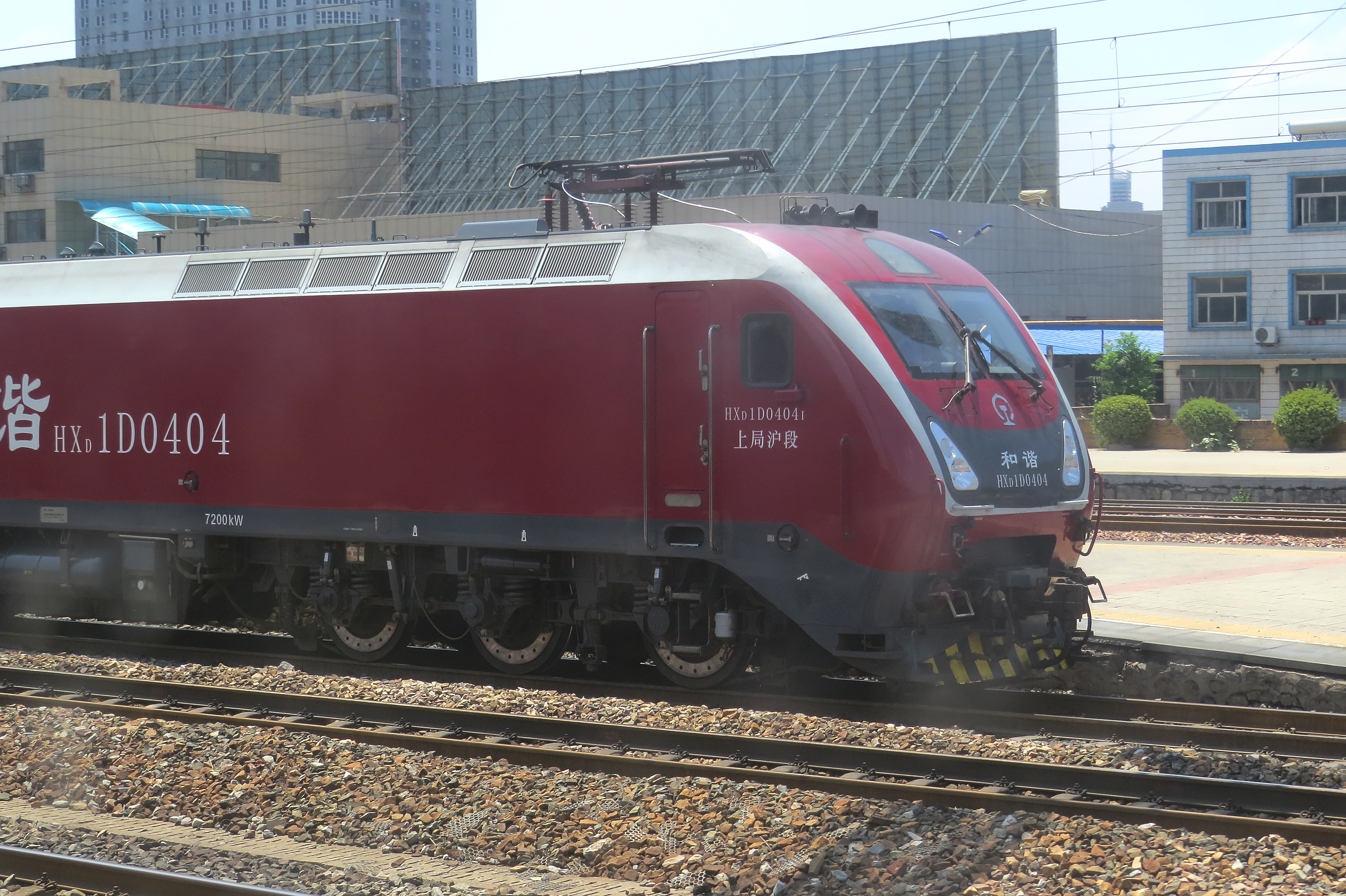
上海至银川的K1333次列车在衡水站

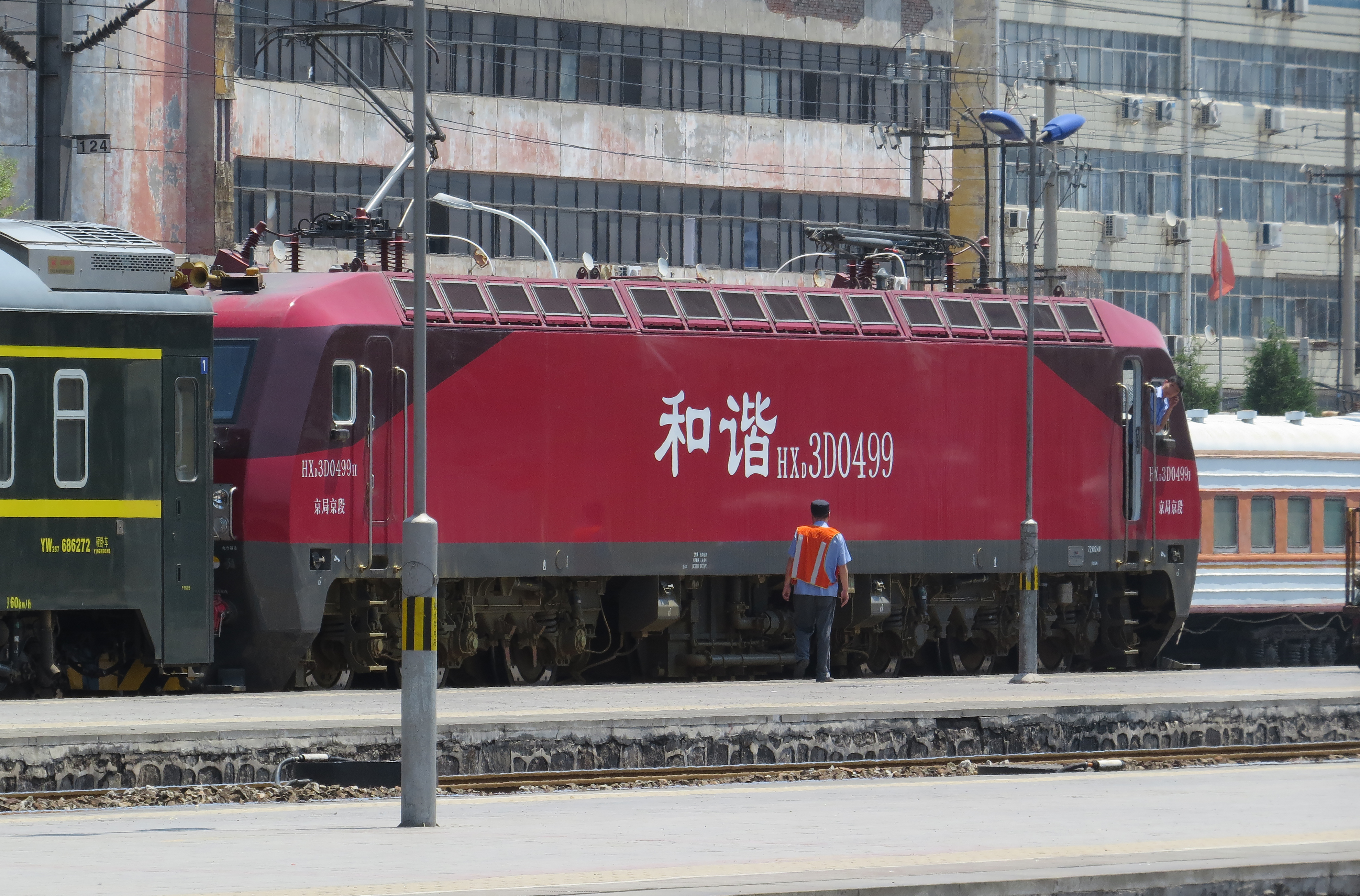
北京至菏泽的Z601次列车在衡水站

| 列车所属路局   | 目的地 |
| -------------- | --- |
| 北京铁路局     | 北京、北京西、赣州、棗強、峨眉、洛阳、潞城、深圳東、石家庄北、天津、西安                                   |
| 广州铁路集团   | 北京豐臺、深圳                                                                                             |
| 哈尔滨铁路局   | 北京、重庆北、深圳東、廣州、牡丹江、哈尔滨、哈尔滨西、海口、武昌、菏泽、齐齐哈尔、西寧、襄阳、郑州、海拉爾 |
| 呼和浩特铁路局 | 包头、呼和浩特（集通公司担当）、青岛北、上海（集通公司担当）、深圳东                                       |
| 济南铁路局     | 北京、日照西                                                                                               |
| 兰州铁路局     | 杭州、崑山、银川                                                                                           |
| 南昌铁路局     | 北京豐臺、赣州、厦门北、福州、南昌、井岡山                                                                 |
| 上海铁路局     | 宿松、北京豐臺、北京、黄山、连云港东、清河城、太原（金温公司担当）、温州（金温公司担当）                   |
| 沈阳铁路局     | 长春、大连（淡季停開）、南宁、深圳東、沈阳北、西安、石家莊北（淡季停開）                                   |
| 太原铁路局     | 大同、广州白云、杭州、临汾、海門、秦皇岛、青岛北、上海、太原、烟台                                         |
| 乌鲁木齐铁路局 | 济南、烏魯木齊                                                                                             |
| 郑州铁路局     | 北京豐臺、郑州                                                                                             |